# CD302
CD302（分化群302，也称为C-型凝集素结构域家族13成员A，CLEC13A）是一个位于2号染色体的人类基因，表达一种醣蛋白，属于甘露糖受体家族。